# The New Zapp IV U
The New Zapp IV U é o quarto álbum de estúdio da banda norte-americana de funk, Zapp, lançado em 25 de outubro de 1985 pela Warner Bros. Records. O álbum contém a canção "Computer Love", que atingiu o número 8 na parada Billboard R&B. O álbum se tornou o último da banda antes de Roger focar em sua carreira solo. O álbum foi certificado ouro pela Recording Industry Association of America (RIAA) em 1994.

## Na cultura popular
A canção "Radio People" é tocada durante o filme Curtindo a Vida Adoidado.

## Faixas
| N.º | Título                       | Duração |  |
| 1.  | "It Doesn't Really Matter"   | 5:28    |  |
| 2.  | "Computer Love"              | 4:51    |  |
| 3.  | "Itchin' for Your Twitchin'" | 4:05    |  |
| 4.  | "Radio People"               | 5:55    |  |
| 5.  | "I Only Have Eyes 4 U"       | 4:45    |  |
| 6.  | "Rock 'n' Roll"              | 4:51    |  |
| 7.  | "Cas-Ta-Spellome"            | 3:33    |  |
| 8.  | "Make Me Feel Good"          | 5:17    |  |
| 9.  | "Ja Ready to Rock"           | 4:18    |  |